# 基因庫
基因庫或基因池（英語：gene pool）是指同一种群中全部个体所含有的全部基因的集合。
因此，每個個體所擁有的基因都是該族群各個成員所共享的。比如黑人、白人、黃種人皆共享人類的基因庫，而人類、黑猩猩、獼猴等皆共享靈長類基因庫。